# Isotopengeochemie
Die Isotopengeochemie ist die Lehre von der Verteilung, der Fraktionierung und dem radioaktiven Zerfall der verschiedenen Isotope der chemischen Elemente, aus denen die Erde und andere Objekten des Sonnensystems aufgebaut sind. Die Isotopengeochemie ist ein Teilbereich der Geochemie und kann in zwei Unterdisziplinen gegliedert werden, die Geochemie stabiler Isotope und die Geochemie radiogener Isotope. Der Teilbereich der Isotopengeochemie, der sich vorrangig der Klärung geologischer Fragestellungen widmet, wird auch Isotopengeologie genannt.

## Stabile Isotope
Die Geochemie stabiler Isotope beschäftigt sich mit Isotopen, die keinem radioaktiven Zerfall unterworfen sind (nicht-radiogene Isotope). Viele chemische Elemente besitzen mehrere stabile Isotope. Bei chemischen Reaktionen, einschließlich solcher, die im Rahmen biochemischer Prozesse ablaufen, verhalten diese sich teilweise unterschiedlich (Isotopenfraktionierung). Dadurch unterscheidet sich das Verhältnis verschiedener Isotope desselben Elements zwischen verschiedenen Substanzen (Minerale, Wässer, organische Substanzen). Damit lassen Isotopenverhältnisse Schlüsse auf die Entwicklungsgeschichte solcher Geomaterialien zu (vgl. dazu auch → Geoarchiv). Wichtige stabile Isotope sind die des Wasserstoffs, des Sauerstoffs, des Kohlenstoffs, des Schwefels, des Calciums, des Siliziums, des Strontiums und des Eisens.

## Radiogene Isotope
Die Geochemie radiogener Isotope steht in engem Zusammenhang mit der Geochronologie. Mit ihren Methoden werden das Entstehungs- oder Metamorphosealter von Mineralen, Gesteinen und fossilen Wässern bestimmt. Dabei macht sie sich zunutze, dass radioaktive Isotope mit der Zeit zerfallen. Solange die Atome bzw. Isotope zwischen einem geologischen Objekt (z. B. einem Mineral) und seiner Umgebung ausgetauscht werden können, liegen ein radioaktives Isotope x und ein stabiles Isotop y in einem so genannten „initialen Isotopenverhältnis“ zueinander vor. Dieses wird durch die Bildungsrate des radioaktiven Isotops durch Kernfusion in der Sonne oder anderen Sternen einerseits und seine Zerfallskonstante andererseits bestimmt und kann sich über geologische Zeiträume ändern. Sobald der Austausch unterbunden ist, weil die Temperatur soweit abfällt, dass keine signifikante Diffusion mehr stattfindet, beginnt die geochronologische Uhr zu ticken. Man spricht von einer „Schließungstemperatur“. Die im Mineral vorhandenen radioaktiven Isotope zerfallen und es findet kein Nachschub an neuen radioaktiven Isotopen mehr statt. Damit ist die Konzentration eines radioaktiven Isotops zu einem stabilen Isotop ein Maß für das Alter des Minerals, das von dem Zeitpunkt an gemessen wird, an dem die Schließungstemperatur letztmals unterschritten wurde. Wichtige Datierungsmethoden sind die Uran-Blei-Datierung, die Kalium-Argon-Datierung, die Argon-Argon-Methode, die Rhenium-Osmium-Methode und die Radiokohlenstoffmethode.

## Untersuchungsmethoden
Die Konzentration der Isotope wird mittels Massenspektrometrie gemessen. Für einen allgemeinen, nicht ausschließlich auf geowissenschaftliche Anwendungen beschränkten Überblick siehe → Isotopenuntersuchungen.